# Epicratinus vader
Epicratinus vader is een spinnensoort uit de familie van de mierenjagers (Zodariidae). De wetenschappelijke naam van de soort werd voor het eerst geldig gepubliceerd in 2020 door Gonçalves en Brescovit.